# Momerota
La Momerota és una de les peces més emblemàtiques del bestiari festiu i de foc de la ciutat de Mataró. Es tracta d'una figura amb cap de bou i cos de mulassa amb dos punts de foc a les banyes (ampliables a 6), on normalment cremen carretilles i titanis.

## Història
La Momerota va ser la primera figura que s'afegí a la Família Robafaves i els Nans amb els inicis de la democràcia, amb la idea de restituir bestiari que ja havia existit a Mataró. Es presentà oficialment el 25 de juliol de 1979, tot i que no passà a formar part del patrimoni festiu de la ciutat fins a l'any 1981. La testa va ser construïda per Boris Ruiz.
El folklorista Joan Amades i Gelats feia referència al seu Costumari català que a Mataró el terme momerota designava objectes estranys i extravagants, i suposava que hi havia hagut una figura amb aquest nom que empaitava la gent amb corredisses i foc, igual que a Canet de Mar.
La primera referència documental de què es té notícia és una publicació a El Clamor de la Marina del 19 de febrer de 1882 en què es parla de l'existència d'una momerota a Mataró, vinculada a la celebració del Carnestoltes.

## Música i colla
La Momerota té un ball propi, compost per Assumpta Valls. Durant alguns anys, els Grallers de Mataró acompanyen la Momerota en les cercaviles i les dormides, però actualment els encarregats de fer-ho són la colla de Grallers de la Momerota. A les sortides de foc, la figura s'acompanya també dels Tabalers de la Momerota. La coreografia del ball, creada també per Montserrat Calsapeu, consisteix en una successió de saltirons i moviments en cercle que s'acceleren progressivament. Quan s'acaba el ball, els portadors li carreguen les banyes i, aleshores, la Momerota aixeca el cap i apunta les autoritats, que acaben ruixades, si ho aguanten, per una gran pluja de foc.
Quant al vestuari, els portadors duen una boina negra, una bata ampla de ratlles fines blanques i marrons, una faixa marró, uns pantalons negres i unes espardenyes blanques amb betes negres.